# 武埃库尔
武埃库尔（法語：Vouécourt，法語發音：[vwekuʁ]）是法国上马恩省的一个市镇，属于肖蒙区。

## 地理
武埃库尔（48°16'2"N, 5°8'11"E）面积13.42 平方千米，位于法国大東部大區上马恩省，该省份为法国东北部内陆省份，北起马恩省和默兹省，西接奥布省，西南接科多尔省，东南接上索恩省，东临孚日省。
与武埃库尔接壤的市镇（或旧市镇、城区）包括：罗什-贝坦库尔、杜兰库尔-索库尔、弗龙克勒、马恩河畔松库尔、维耶维尔、维尼奥里。

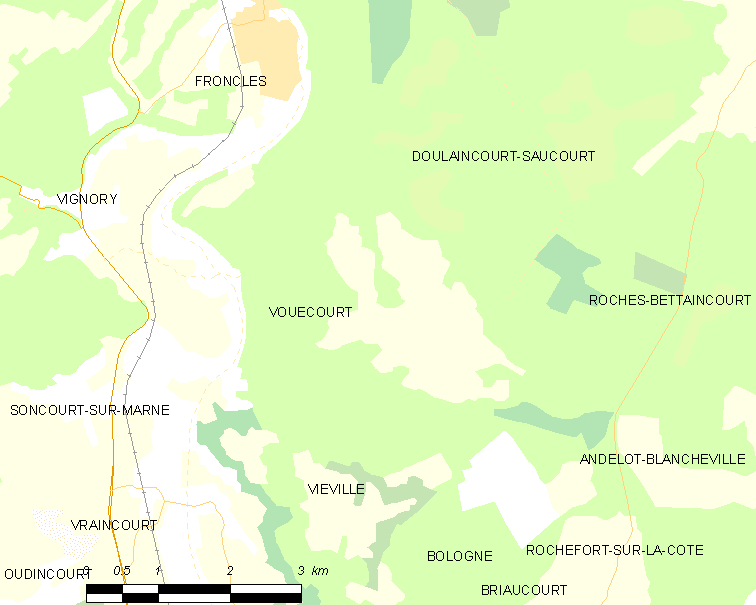
武埃库尔的OSM定位图

武埃库尔的时区为UTC+01:00、UTC+02:00（夏令时）。

## 行政
武埃库尔的邮政编码为52320，INSEE市镇编码为52547。

## 政治
武埃库尔所属的省级选区为博洛涅县。

## 人口

1962-2008年间武埃库尔人口变化图示

武埃库尔于2022年1月1日时的人口数量为208人。